# Ngô Già Khánh
Ngô Già Khánh (Tên chữ Hán: 吳珈慶; phiên âm latinh: Wu Chia-ching), sinh ngày 9 tháng 2 năm 1989 ở Thái Sơn, Đài Bắc, Đài Loan) là một vận động viên bi-a chuyên nghiệp. Anh còn được gọi với biệt danh "thần đồng Thái Sơn" (Taisun).
Từ năm mười tuổi, Wu đã bắt đầu chơi bi-a 8 bi tại ngôi nhà thân yêu của mình. Điều này có nghĩa anh đã mất hơn sáu năm để trở thành nhà vô địch thế giới. Wu sống với bà của mình, Lin, từ khi hai tuổi. Đến khi anh coi bi-a là một thứ không thể tách rời, bà Lin chính là người đưa anh đến từ nhà thi đấu này đến nhà thi đấu khác trên chiếc moto hai bánh của bà. Chỉ đến gần đây, thay bằng bà mình, chú của anh người đưa anh đi thi đấu.
Vào năm 2005, Wu đã trở thành vận động viên trẻ nhất (khi mới 16 tuổi, 5 tháng) trong lịch sử từng giành vị trí cao nhất trong giải vô địch bi-a 9 bi thế giới. Anh là hạt giống số 1 ở giải vô địch bi-a 9 bi thế giới 2006, nhưng đã để thua tay cơ Philippines sau đó giành chức vô địch Ronato Alcano ở vòng tứ kết.
Wu cũng đã giành được chức vô địch ở giải vô địch bi-a 8 bi thế giới năm 2005, trở thành người đầu tiên nắm trong tay cả hai danh hiệu vô địch bi-a 9 bi và 8 bi trong cùng một năm. Trước đó, anh là á quân của giải vô địch bi-a 9 trẻ thế giới.
Tại Giải vô địch bi-a 10 bi thế giới được tổ chức lần đầu tiên tháng 10 năm 2008 tại Philippines, Ngô đã vào tới trận chung kết và chỉ chịu thua Darren Appleton 11-13, nhận vị trí á quân.

## Chuyện bên lề
Năm 2006 Wu đã giảm được 27 kg nhờ vào chế độ ăn kiêng nghiêm ngặt và tập luyện thể dục.

## Thành tích
- 2002 Vô địch Giải bi-a trẻ Đài Loan
- 2002 Hạng ba Giải bi-a Đài Loan
- 2004 Á quân Giải vô địch bi-a 9 bi trẻ thế giới
- 2005 Vô địch Giải vô địch bi-a 9 bi thế giới
- 2005 Vô địch Giải vô địch bi-a 8 bi thế giới
- 2005 Á quân Giải Vòng quanh châu Á tại Singapore
- 2006 Bán kết Giải bi-a master thế giới
- 2007 Vô địch Giải vô địch toàn Nhật Bản
- 2008 Á quân Giải vô địch bi-a 10 bi thế giới